# Ялиця кавказька (пам'ятка природи)
Яли́ця кавка́зька — ботанічна пам'ятка природи місцевого значення в Україні. Розташована в межах міста Львова, на вулиці Труша, 19. 
Площа 0,05 га. Статус надано 1984 року. Перебуває у віданні міськжитлоуправління. 
Статус надано з метою збереження одного екземпляра ялиці кавказької (Abies nordmanniana ), ендеміка Кавказького регіону. 

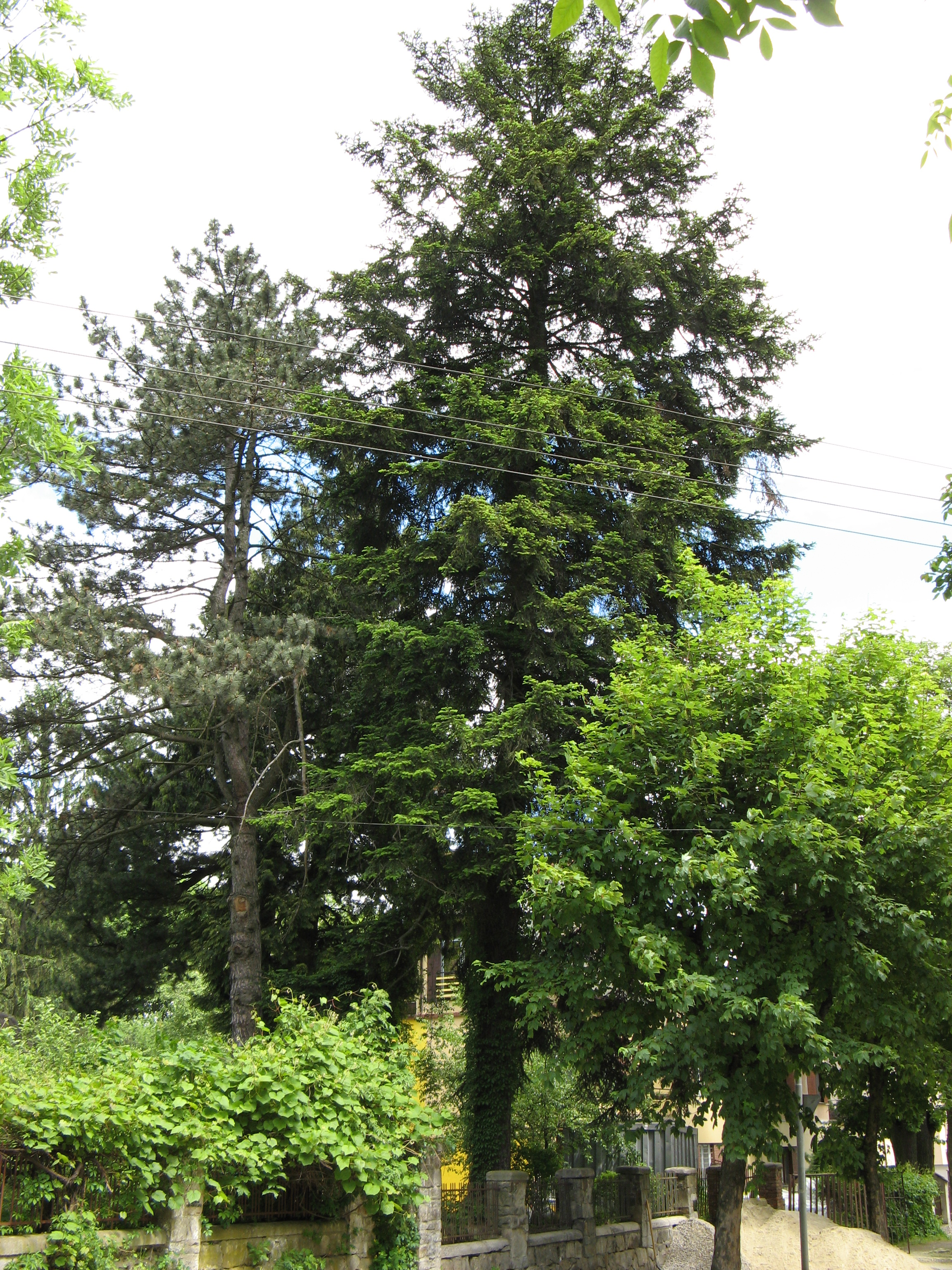